# Útěchov (district de Svitavy)
Útěchov (en allemand : Uttigsdorf) est une commune du district de Svitavy, dans la région de Pardubice, en République tchèque. Sa population s'élevait à 350 habitants en 2024.

## Géographie
Útěchov se trouve à 3 km au sud du centre de Moravská Třebová, à 13 km à l'est-sud-est de Svitavy, à 71 km au sud-est de Pardubice et à 163 km à l'est-sud-est de Prague.
La commune est limitée par Moravská Třebová au nord, par Malíkov et Městečko Trnávka à l'est, par Malíkov au sud, et par Dlouhá Loučka au sud et à l'ouest.

## Histoire
La première mention écrite de la localité date de 1365.

## Galerie

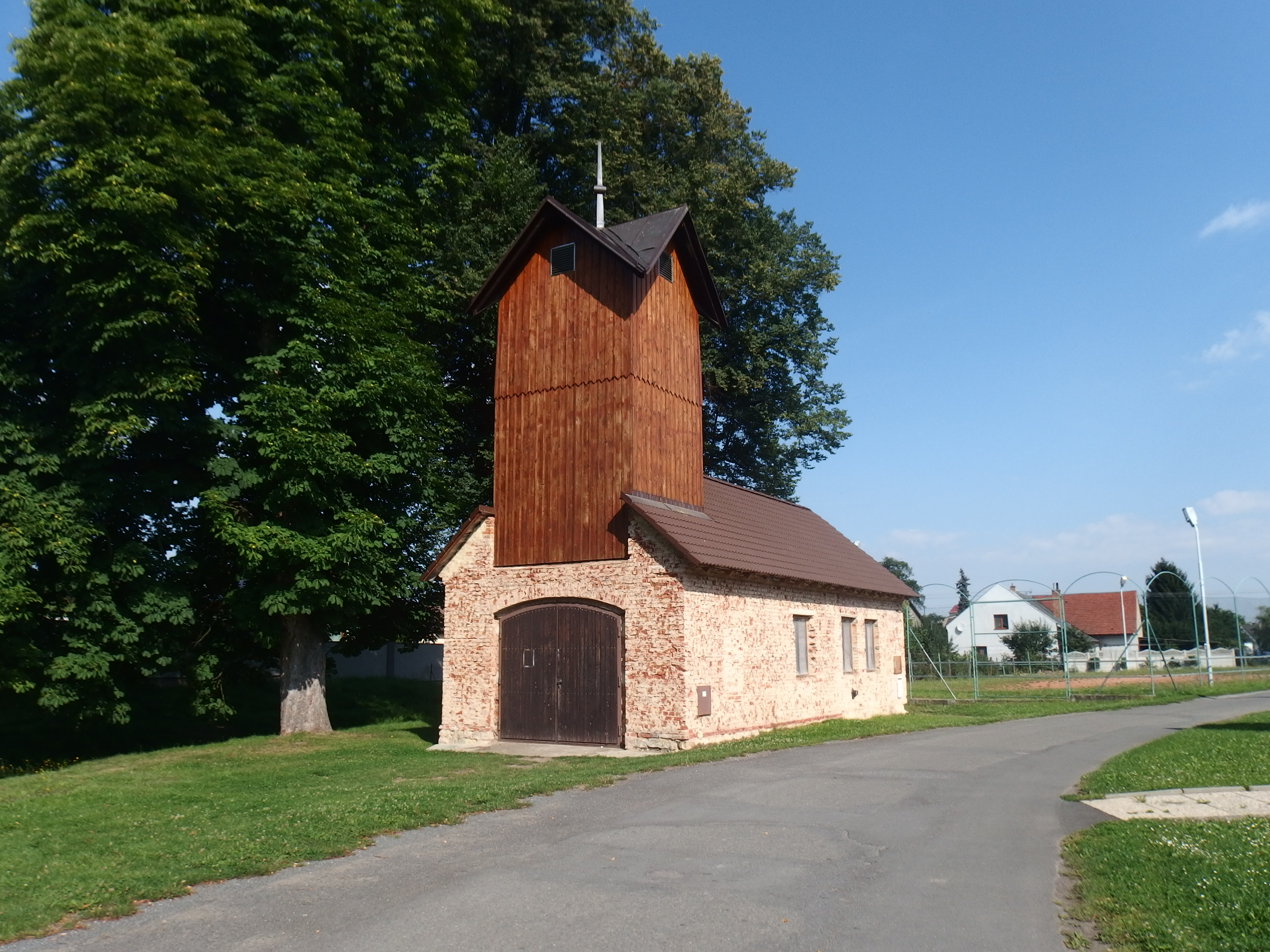
Útěchov : poste de pompiers.
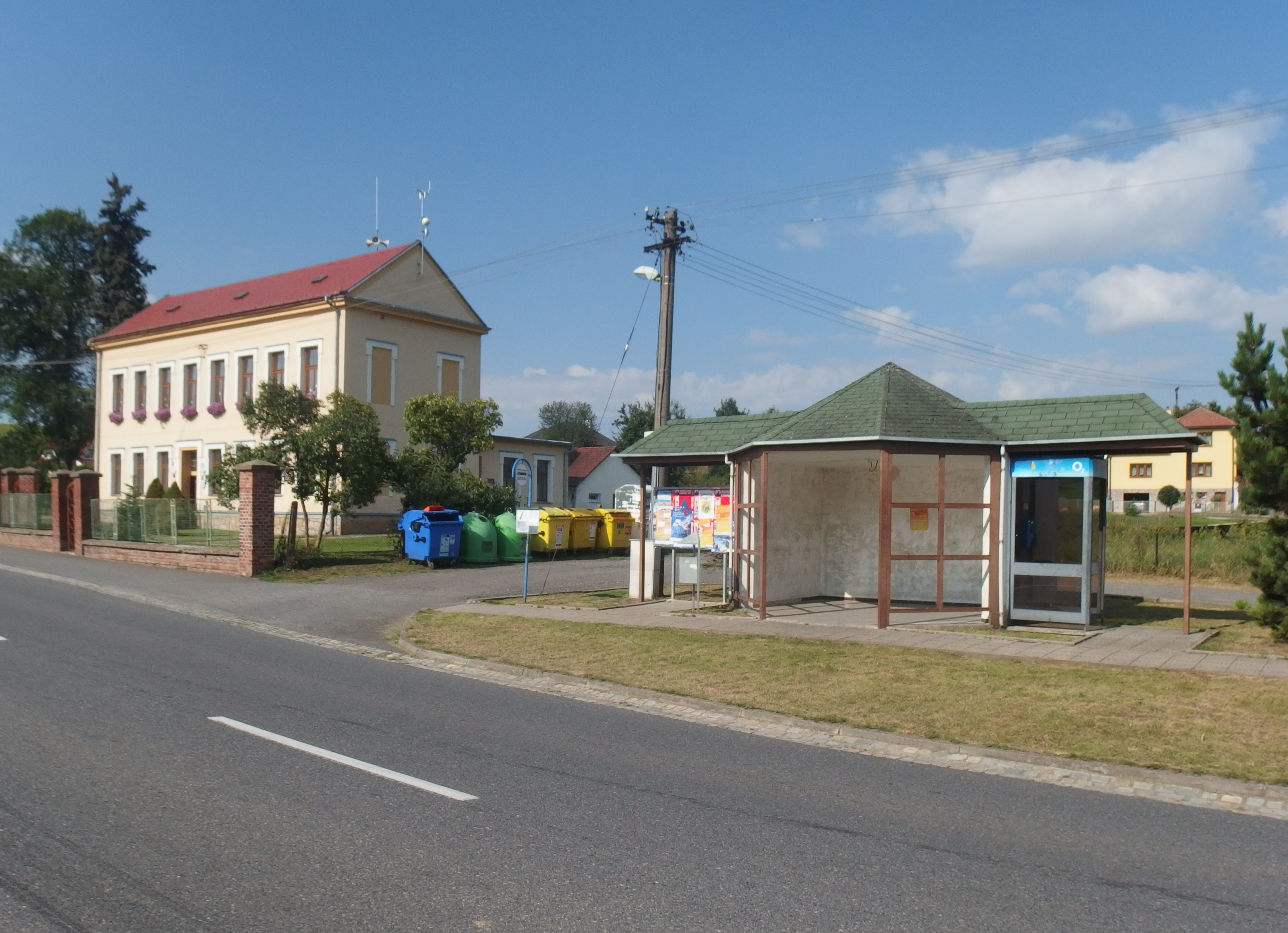
Centre d'Útěchov, mairie.

## Transports
Par la route, Útěchov se trouve à 4 km de Moravská Třebová, à 18 km de Svitavy, à 97 km de Pardubice et à 212 km de Prague. 